# عبدالعظیم حبیب‌اللهی
عبدالعظیم حبیب‌اللهی سیاست‌مدار ایرانی بود، که در  دوره بیست و دوم 
و  دوره بیست و سوم   بعنوان نماینده نیشابور در مجلس شورای ملی حضور داشت.